# The World Tomorrow
The World Tomorrow, auch The Julian Assange Show genannt, war eine 2012 von dem russischen Staatssender RT ausgestrahlte politische Talkshow. Sie bestand aus 26-minütigen Diskussionen, in denen der Gründer und Sprecher von WikiLeaks, Julian Assange, bekannte „Politiker, Revolutionäre, Intellektuelle, Künstler und Visionäre“ per Videokonferenz interviewte. Dieses Verfahren bot sich an, da sich Assange in England unter Hausarrest befand. Vor der Erstausstrahlung am 17. April 2012 wurden 12 Episoden im Voraus produziert. Die gesendeten Folgen sind im Internet verfügbar.
Die Talkshow wurde von Assanges eigenem Unternehmen Quick Roll Productions in Zusammenarbeit mit Dartmouth Films produziert, die Musik stammte von der tamilisch-britischen Rapperin M.I.A. Für die weitere Lizenzierung an andere Medien war Journeyman Pictures zuständig.
Die Sendung ist in Englisch, Spanisch und Arabisch verfügbar, spätere Folgen auch in italienischer und russischer Sprache.

## Liste der Einzelsendungen
| Nr | Titel          | Erstausstrahlung | Gäste                                                               | Ref.   |
| -- | -------------- | ---------------- | ------------------------------------------------------------------- | ------ |
| 1  | Nasrallah      | 17. April 2012   | Hassan Nasrallah                                                    | [ 5 ]  |
| 2  | Horowitz-Zizek | 24. April 2012   | Slavoj Žižek David Horowitz                                         | [ 6 ]  |
| 3  | Marzouki       | 1. Mai 2012      | Moncef Marzouki                                                     | [ 7 ]  |
| 4  | Alaa-Nabeel    | 8. Mai 2012      | Alaa Abd El-Fattah Nabeel Rajab                                     | [ 8 ]  |
| 5  | Cageprisoners  | 15. Mai 2012     | Moazzam Begg Asim Qureshi                                           | [ 9 ]  |
| 6  | Correa         | 22. Mai 2012     | Rafael Correa                                                       | [ 10 ] |
| 7  | Occupy         | 29. Mai 2012     | David Graeber Marisa Holmes Alexa O'Brien Aaron Peters Naomi Colvin | [ 11 ] |
| 8  | Cypherpunks 1  | 5. Juni 2012     | Andy Müller-Maguhn Jérémie Zimmermann Jacob Appelbaum               | [ 12 ] |
| 9  | Cypherpunks 2  | 12. Juni 2012    | Andy Müller-Maguhn Jérémie Zimmermann Jacob Appelbaum               | [ 13 ] |
| 10 | Khan           | 19. Juni 2012    | Imran Khan                                                          | [ 14 ] |
| 11 | Chomsky-Ali    | 26. Juni 2012    | Noam Chomsky Tariq Ali                                              | [ 15 ] |
| 12 | Anwar          | 3. Juli 2012     | Anwar Ibrahim                                                       | [ 16 ] |

## Gäste
Gast der ersten Episode war Hassan Nasrallah, der Generalsekretär der Hisbollah, von dem Interview wurde auch eine deutsche Synchronisation von Russia Today hergestellt. Unter anderem bot Nasrallah im Verlauf des Gespräches seine Vermittlung im syrischen Bürgerkrieg an.
In der zweiten Sendung traten der slowenische Intellektuelle Slavoj Žižek und der amerikanische Autor David Horowitz, zwei in ihren politischen Anschauungen recht unterschiedliche Personen, auf. Die Diskussion verlief turbulent, aber auch humorvoll.
Die dritte Episode wurde mit Moncef Marzouki, dem Interimspräsidenten von Tunesien, bestritten. Themen der Sendung waren Menschenrechte und die Folter sowie die von beiden erwähnte Doppelmoral des Westens zu diesen Komplexen.
Gäste der vierten Sendung waren zwei Aktivisten des Arabischen Frühlings: der ägyptische politische Blogger Alaa Abd el-Fattah und Nabeel Rajab, der Präsident des Bahrain Centre for Human Rights, einer NGO. Nabeel Rajab war am Wochenende vor der Ausstrahlung in Bahrain festgenommen worden.
Weitere Gäste waren der malaysische Politiker Anwar Ibrahim, Noam Chomsky und Tariq Ali. Assange bedauerte, dass es nicht möglich sei, Interviews mit Ai Weiwei, der Repressionen des chinesischen Staates befürchtete, und dem in Haft befindlichen Michail Chodorkowski zu führen.

## Rezeption
Der Journalist und Blogger Robert Mackey kritisierte in seinem Blog in der New York Times, dass Assange sich ausgerechnet zur Zusammenarbeit mit einem regierungsnahen russischen Sender entschlossen habe. In Russland seien innerhalb der letzten 20 Jahre 52 regierungskritische Journalisten ermordet worden, unter ihnen Anna Politkowskaja. Assange verteidigte seine Entscheidung mit dem Argument, die „wichtigste politische Konfrontation“ von WikiLeaks sei die „mit dem Westen“ und daher sei die Wahl auf Russia Today als Stimme Russlands gefallen.
In einem Artikel für den englischen Guardian beschrieb der Journalist Luke Harding Assange als „nützlichen Idioten“ der Moskauer Propaganda. Glenn Greenwald bei Salon.com und Mark Adomanis beim Forbes Magazine lobten die Talkshow und wandten sich gegen deren Kritiker bei der New York Times und dem Guardian.
Assange selbst veröffentlichte auf der Website von WikiLeaks einen Text, in dem er die Kritik an seiner Person und der Talkshow parodiert.
Sowohl in der F.A.Z. als auch bei Spiegel Online wurde kritisiert, Assange habe sich gegenüber seinem ersten Gesprächspartner, dem Hisbollah-Generalsekretär Hassan Nasrallah, zu unkritisch verhalten. Nach Darstellung von Ole Reißmann (Spiegel Online) war die Sendung an Absurdität kaum zu übertreffen und habe sich damit nahtlos in das RT-Gesamtprogramm eingereiht. Das Interview führte weltweit zu Schlagzeilen, da Nasrallah westlichen Medien selten Interviews gibt. Kommentatoren beschrieben die Themenwahl des Senders als „coup“ oder „scoop“. In den USA wurde die Sendung 2013 auf dem New York Festival World's Best TV & Films mit der Silbermedaille ausgezeichnet. Der Independent nannte RT eine zu Assange passende Plattform für scharfe Kritik an der amerikanischen Politik. RT habe Assange mehrfach interviewt und ihn gegen die Anschuldigungen aus Schweden verteidigt, die aus Sicht von RT politisch motiviert seien.